# Kaidansaari (ö i Norra Savolax, Varkaus, lat 62,53, long 27,91)
Kaidansaari är en ö i Finland. Den ligger i sjön Savivesi och i kommunen Leppävirta i den ekonomiska regionen  Varkaus ekonomiska region  och landskapet Norra Savolax, i den centrala delen av landet, 300 km nordost om huvudstaden Helsingfors. Öns area är 4,5 hektar och dess största längd är 0,6 kilometer i sydöst-nordvästlig riktning.